# Darmstadtpass
Der Darmstadtpass ist ein Gebirgspass im ostantarktischen Viktorialand. In den Anare Mountains liegt er nordwestlich des Robertson-Gletschers.
Wissenschaftler der deutschen Expedition GANOVEX I (1979–1980) nahmen seine Benennung vor. Namensgeberin ist die hessische Stadt Darmstadt.